# Sân bay quốc tế King Shaka
Sân bay quốc tế King Shaka là một sân bay nằm ở La Mercy, khoảng 35 kilômét về phía bắc của Durban, Nam Phi. Sân bay này sẽ thay thế Sân bay quốc tế Durban (DIA). Sân bay được mở cửa vào ngày 1 tháng 5 năm 2010, trước 1 tháng so với thời điểm khai mạc 2010 FIFA World Cup. Công ty thiết kế sân bay này là Osmond Lange Architects and Planners và có tổng mức đầu tư R6,8 tỷ.
Nhà ga hành khách nằm ở cuối phía nam của sân bay. Nhà ga có hai tầng, sảnh đến ở tầng trệt, sảnh đi ở tầng 1. Tổng diện tích sàn là 103.000 m², nhà ga dùng chung cho nội địa và quốc tế.
Sân bay này sẽ có các ống lồng dẫn khách, có thể phục vụ máy bay phản lực lớn Airbus A380. Sân bay có các điểm đỗ máy bay xa nhà ga, sân đỗ sân bay có thể chứa 34 chiếc máy bay;.
Các cộng đồng dân cư quanh sân bay này gồm Tongaat về phía tây bắc, Verulam về phía tây nam, và Umdloti về phía đông nam. Các cộng đồng dân cư này phản đối vệc xây sân bay ở đây so tiếng ồn máy bay gây ra